# Lucio Fadio Rufino
Lucio Fadio Rufino (en latín Lucius Fadius Rufinus) fue un senador romano que desarrolló su cursus honorum entre el último cuarto del siglo I y el primer cuarto del siglo II, bajo los imperios de Domiciano, Nerva y Trajano.

## Carrera política
Su único cargo conocido fue el de consul suffectus en 113, bajo Trajano, desempeñando este honor entre mayo y agosto.
Plinio el Joven lo define como vir eggregius en una de sus cartas.